# Myliobatis chilensis
Myliobatis chilensis és una espècie de peix de la família dels miliobàtids i de l'ordre dels myliobatiformes.

## Reproducció
És ovovivípar.

## Hàbitat
És un peix marí, de clima subtropical i bentopelàgic.

## Distribució geogràfica
Es troba a l'oceà Pacífic sud-oriental: des del Perú fins al Golf d'Arauco (Xile).

## Observacions
És inofensiu per als humans.